# Nu Jazz
Nu Jazz oder Nujazz (gelegentlich auch als Electro-Jazz bezeichnet) ist eine Stilrichtung der elektronischen Musik, die in den späten 1990er und 2000er Jahren entstand. Nu ist eine Slang-Schreibweise des Wortes new (englisch: neu).

## Wesen
Im Nu Jazz verbinden sich Jazz-Elemente mit elektronischer Musik. Wie auch Electronica oder Downtempo ist der Begriff Nu Jazz nicht genau definiert, sondern wird vielseitig eingesetzt und für viele verschiedene musikalische Variationen verwendet. Als Nu Jazz kann beispielsweise sowohl House mit Jazz-Einschlägen (wie zum Beispiel St Germain) als auch der so genannte Broken Beat von Bugz in the Attic oder 4hero bezeichnet werden. Selbst der von Jazz und Detroit Techno stark beeinflusste Sound der britischen Technoproduzenten Kirk Degiorgio (As One) und Ian O’Brien lässt sich als Nu Jazz kategorisieren.
Der Begriff wird wegen seiner Undifferenziertheit von einigen als „einengend“ und „schubladisierend“ abgelehnt, weil es sich dabei lediglich um eine Marketingphrase handele. Der bekannte britische DJ Gilles Peterson hingegen, der 1988 aus einem Gag heraus mit Eddie Piller den Begriff Acid Jazz schuf, sieht die Bezeichnung nicht als negativ an, sondern begreift sie als Chance, der Musik mehr Öffentlichkeit und dem Hörer eine Orientierung zu verschaffen.
Die Ablehnung von Nu Jazz, die damit verbundene stigmatisierende Stilfestlegung und die fortschreitende Kommerzialisierung in Form zweitklassiger Compilations führte zur Schöpfung einer Reihe von Gegenbezeichnungen wie „Neofusion“ (auch „Neophusion“ geschrieben) oder „Freestyle“, die stilistische Festlegungen verhindern sollen. Michael Reinboth, Macher von Compost Records, führte den Begriff Nu Jazz gar mit einer „Jazz Not Jazz“ lautenden Platten-Kolumne (die mittlerweile von Michael Rütten bestritten wird) in der Jazz-Zeitschrift Jazzthing ad absurdum.

## Geschichte
Oft wird das Genre als Nachfolger des Acid Jazz betrachtet, weil seine Entwicklung aus ähnlichen Motiven heraus erfolgte. Während Acid Jazz – grundsätzlich eine moderne Kombination aus Jazz, Funk und Soul – nicht zwingend mit elektronischer Musik verbunden sein muss, ist Nu Jazz generell als Spielart elektronischer Musik zu bezeichnen. Beiden Genres ist dabei aber ihr Eklektizismus, ihre Eingängigkeit und ihr musikalischer Anspruch gemein. Nu Jazz weist dabei wesentlich mehr Schnittmengen mit anderen Stilen auf. Jazz und elektronische Musik sind dabei nur als Grundgerüst, als kleinster gemeinsamer Nenner, anzusehen.
Viele Nu-Jazz-Produzenten stammen aus dem Elektronik-Bereich und verleihen ihrer Musik mit Jazztexturen und jazzaffiner Instrumentierung (wie Akustikbass-Linien oder virtuosen Fender-Rhodes-Keyboardflächen) ein organisches Flair. Ein grundsätzlicher Aspekt dieser auf elektronischer Produktionsweise basierenden Musik ist der Versuch, komplexere musikalische Strukturen zu etablieren und ein ausgewogenes Verhältnis von Samples, programmierten und live eingespielten Passagen – beispielsweise mit akustischen Instrumenten wie Kontrabass, Percussion oder Bläsern – zu erreichen. Viele Produzenten berufen sich dabei in ihrem Schaffen auf Fusion-Musiker der 1970er wie Roy Ayers oder Jazz-Größen wie Herbie Hancock und Sun Ra, die bereits ähnliche Pfade beschritten.
Neben Electro-Jazz verwendete man für diese Musik anfangs auch die Bezeichnung Future-Jazz (in Anlehnung an die seit 1995 beim Münchener Label Compost Records erscheinende, einflussreiche Compilation-Reihe „The Future Sound Of Jazz“, die mit dem Wort Jazz im Titel aber eher auf die experimentelle Herangehensweise der Produktion, der auf ihr versammelten Tracks anspielte). Der erst seit Ende der 1990er Jahre gebräuchliche Begriff Nu Jazz etablierte sich nach und nach auch fast für jegliche fusionsbasierte, von vielseitigen Einflüssen (unter anderem von folkloristisch beeinflussten Musikstilen aus Brasilien, Lateinamerika und Afrika) geprägte – selbst ohne hörbare Jazz-Ästhetik – und daher kaum zu kategorisierende elektronische Musik jenseits der etablierten Genregrenzen.

## Vertreter
Unter Nu Jazz lassen sich auch Projekte einordnen, die den gegenläufigen Weg eingeschlagen haben und jazzgetragene Musik mit elektronischen Elementen anreichern oder auf elektronische Produktionsmittel zurückgreifen. Beispiele hierfür sind das britische The Cinematic Orchestra, der belgische Keyboarder Marc Moulin, Jaga Jazzist aus Norwegen, Koop und Povo aus Schweden, Skalpel aus Polen oder seit Jahren mit elektronischen Klängen experimentierende klassische Jazzmusiker wie der Pianist Bugge Wesseltoft (mit seiner Formation New Conception of Jazz) und die Trompeter Nils Petter Molvær aus Norwegen, Erik Truffaz aus der Schweiz sowie der Tatamba Beast Club aus Deutschland. Besonders in Skandinavien erlebt der Jazz durch diese Öffnung auch beim jungen Publikum eine hohe Popularität. So veröffentlichen auf Labels wie Jazzland, DNM oder Raw Fusion wie selbstverständlich junge, eher klassisch anmutende Jazzacts neben dem Jazz zugeneigten Fusionselektronikern.

## Bedeutende Interpreten
- Anomalie
- Atjazz
- Beady Belle
- Beanfield
- Caravan Palace
- Caribou
- Caro Emerald
- Club des Belugas
- Bugge Wesseltoft
- dZihan & Kamien
- Erik Truffaz
- Gabin
- Gramatik
- Jaga Jazzist
- Jazzanova
- Lemongrass
- loungekombinat
- Micatone
- Mo’ Horizons
- Mocean Worker
- Moodorama
- Naoki Kenji
- Nerve
- Nighthawks
- nuBox
- Nujabes
- NuJazz-Trio
- Nicola Conte
- Nuspirit Helsinki
- Parov Stelar
- Schneekoenig
- Shemian
- Shur-I-Kan
- St Germain
- Tatamba Beast Club
- Thievery Corporation
- Trüby Trio
- United Future Organization